# 갈등 (이야기)

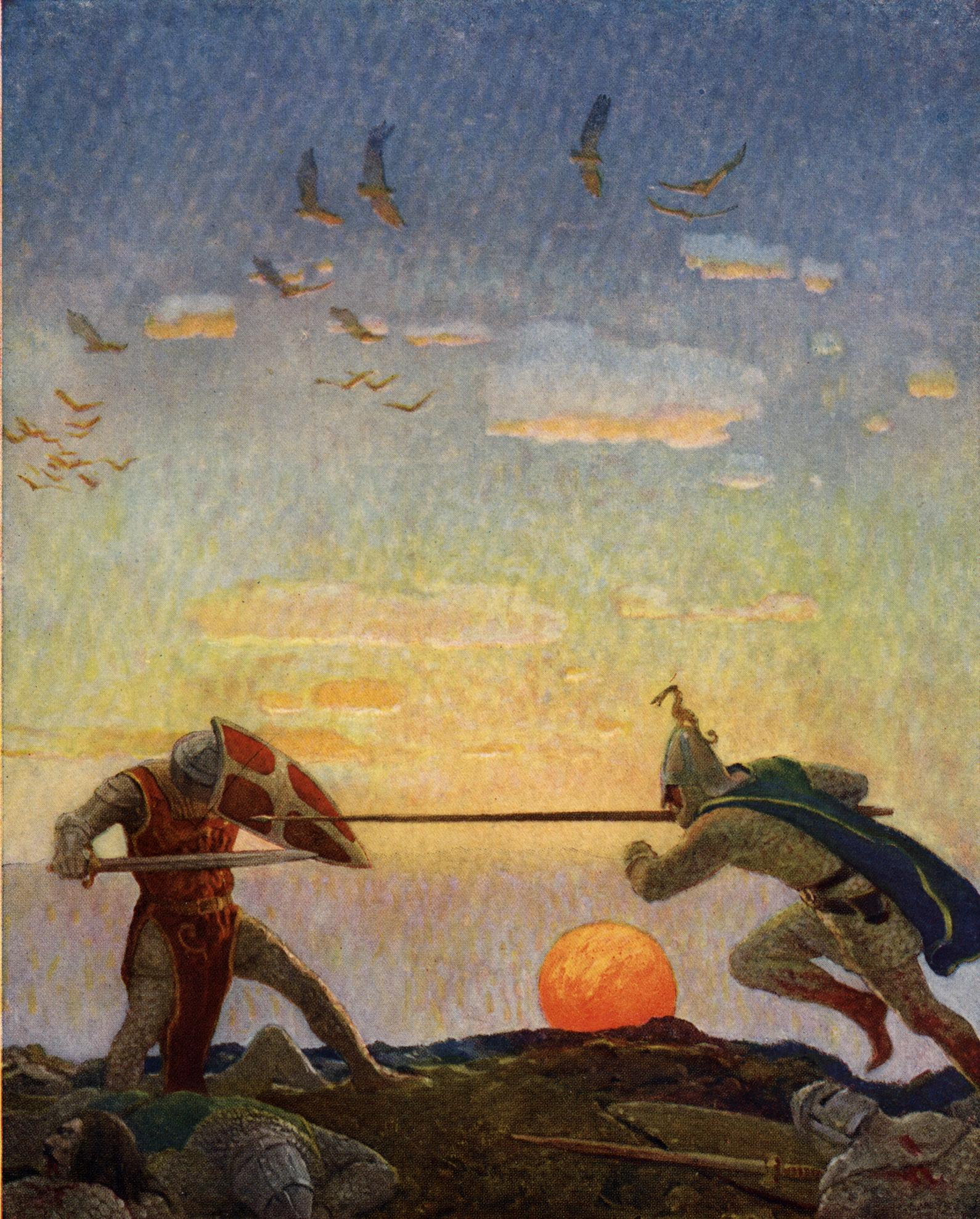
이야기 속 갈등은 여러 형태로 제공된다. 여기에 묘사된 아더 왕과 모드레드 사이의 전투처럼 "남자 대 남자"는 전통적인 문학, 동화와 신화에서 특히 일반적이다.

문학에서 갈등(葛藤)은 둘 이상의 등장인물 또는 힘의 목표 사이의 고유 호환성이다. 갈등은 결과에 의심을 추가하여 이야기에 긴장과 관심을 만든다. 서술은 한 번의 충돌에 한정되지 않는다. 갈등이 항상 이야기에서 해결되지는 않을 수 있지만, 갈등의 해결은 이야기의 끝에서 발생하거나 발생하지 않을 폐쇄를 만든다.

## 같이 보기
- 주제
- 데우스 엑스 마키나
- 악의 문제
- 미스포춘
- 악신론
- 미토스 (아리스토텔레스)